# Valse à quatre mains
 (avril 2022).
La mise en forme du texte ne suit pas les recommandations de Wikipédia : il faut le « wikifier ».
Les points d'amélioration suivants sont les cas les plus fréquents :
- Les titres sont pré-formatés par le logiciel. Ils ne sont ni en capitales, ni en gras.
- Le texte ne doit pas être écrit en capitales (les noms de famille non plus), ni en gras, ni en italique, ni en « petit »…
- Le gras n'est utilisé que pour surligner le titre de l'article dans l'introduction, une seule fois.
- L'italique est rarement utilisé : mots en langue étrangère, titres d'œuvres, noms de bateaux, etc.
- Les citations ne sont pas en italique mais en corps de texte normal. Elles sont entourées par des guillemets français : « et ».
- Les listes à puces sont à éviter, des paragraphes rédigés étant largement préférés. Les tableaux sont à réserver à la présentation de données structurées (résultats, etc.).
- Les appels de note de bas de page (petits chiffres en exposant, introduits par l'outil «  Source ») sont à placer entre la fin de phrase et le point final[comme ça].
- Les liens internes (vers d'autres articles de Wikipédia) sont à choisir avec parcimonie. Créez des liens vers des articles approfondissant le sujet. Les termes génériques sans rapport avec le sujet sont à éviter, ainsi que les répétitions de liens vers un même terme.
- Les liens externes sont à placer uniquement dans une section « Liens externes », à la fin de l'article. Ces liens sont à choisir avec parcimonie suivant les règles définies. Si un lien sert de source à l'article, son insertion dans le texte est à faire par les notes de bas de page.
- La présentation des références doit suivre les conventions bibliographiques. Il est recommandé d'utiliser les modèles {{Ouvrage}}, {{Chapitre}}, {{Article}}, {{Lien web}} et/ou {{Bibliographie}}. Le mode d'édition visuel peut mettre en forme automatiquement les références.
- Insérer une infobox (cadre d'informations à droite) n'est pas obligatoire pour parachever la mise en page.

Pour une aide détaillée, merci de consulter Aide:Wikification.
Si vous pensez que ces points ont été résolus, vous pouvez retirer ce bandeau et améliorer la mise en forme d'un autre article.
Pour plus de détails, voir Fiche technique et Distribution.
Valse à quatre mains est un court métrage d'animation 3D réalisé par Camille Fourcade, il a reçu le prix du meilleur court-métrage d'animation lors du festival "Reims toi l'oeil" en 2018. Valse à quatre mains a été réalisé par des jeunes étudiants sortant tout juste de leur école de cinéma.

## Synopsis
Deux sœurs siamoises, Émily et Élizabeth, sont enfermées dans leur maison. Pour passer le temps, elles jouent ensemble un morceau au piano, lorsqu’arrive un visiteur à leur fenêtre. Choqué par leur apparence, celui-ci essaye d’apprivoiser les deux pianistes.

## Fiche Technique et Crédits[2]
Titre : Valse à quatre mains
Réalisation : Camille Fourcade
Eclairage / Ombrage : Claire Besson
Background :   Clément Galtier 
Animation : Clément Le Quéré 
Animation/Modeling : Eduardo Rubio  
Animation :  Lionel Lorne 
Compositing / VFX : Marie-Alix Hoffmann 
Original soundtrack : Nicolas-Marie Santonja 
Sound design : Valentin Lafort 
Société de Production : Supamonks Studio
Durée : 3 minutes 
Pays d'origine : France
Date de sortie : 2015

## Détail des peronnages et des décors
Le court-métrage commence par la présentation d’une maison, qui ajoute une dimension magique à l'histoire. La colorimétrie ainsi que l'univers du court métrage s'inscrivent dans un visuel gothique. L’extérieur de la maison dégage une ambiance très fantomatique, tout en regorgeant de couleurs, à la fois très lumineuses et très sombres.
Les deux jeunes femmes sont vêtues de robes dont la couleur bleu vert s’oppose à celles de l’extérieur. Elles ont l'apparence de la porcelaine et leur teint est très pâle. Même si elles se ressemblent beaucoup, elles ne sont pas identiques : leurs regards, leurs coiffures, leurs tenues et même leurs attitudes sont différentes.
Le jeune homme a entendu leur musique, c'est pourquoi il s'est approché de leur fenêtre. Le nouveau venu appartient, lui, au « monde de l’extérieur » — son apparence est d'ailleurs assortie aux « couleurs de l'extérieur ». 
Cependant, lorsque les jeunes femmes s’aperçoivent de sa présence, elles sont intimidées. C’est à ce moment-là qu’on remarque qu’elles sont siamoises, soudées par les hanches.
Mais le jeune homme sort son violon et commence à jouer en suivant la mélodie des deux jeunes femmes.
Émues par son geste, elles décident de l’accueillir dans leur maison et ouvrent tous les rideaux pour laisser entrer la lumière : leur intérieur devient alors assorti aux couleurs extérieures, et tout devient plus lumineux.

## Distinction exceptionnelle et réception
Valse à quatre mains a reçu le prix du meilleur court-métrage d'animation lors du festival Reims Toi l'oeil, en 2018.